# Morö Backe kyrka
Morö Backe kyrka är en kyrkobyggnad i Skellefteå. Den är församlingskyrka i Skellefteå Sankt Olovs församling i Luleå stift.

## Kyrkobyggnaden
Kyrkan som byggdes i den då framväxande stadsdelen Morö Backe, ritades av arkitekt Olle Forsgren. Första spadtaget togs 25 november 1978 och den 2 september 1979 invigdes kyrkan av biskop Stig Hellsten. Till ytan är den församlingens största kyrkobyggnad. Förutom kyrkorummet innehåller byggnaden serveringslokaler, café, barn- och ungdomslokaler. Ytterväggarna är klädda med faluröd träpanel. Yttertaket är klätt med papp. En kyrkklocka är placerad på kyrkans högsta hörn.

## Interiör och inventarier
Utmärkande för kyrkorummet är de ikon-inspirerade bilderna på altartavlan och Mariabilden. Konstnär är Sven-Bertil Svensson, Öland.
Två vävnader är designade av konstnär Britta Rendahl och vävda av Gammelstads handväveri AB. Ena vävnaden heter "Uppståndelse - Påskmorgon" och andra vävnaden heter "Låt barnen komma till mig".

### Webbkällor
- anläggningspresentation